# Kim Kuk-hyang
Kim Kuk-hyang (20 de abril de 1993) é uma halterofilista norte-coreana, medalhista olímpica. 

## Carreira
Kim Kuk-hyang competiu na Rio 2016, onde conquistou a medalha de prata na categoria mais de 75kg.